# Bataille du tumulus Saint-Michel
Chouannerie
Batailles
La bataille du tumulus Saint-Michel se déroule le 27 juin 1795, au cours de l'expédition de Quiberon, pendant la Chouannerie. Elle s'achève par la victoire des chouans qui s'emparent du tumulus Saint-Michel, à Carnac. 

## Prélude
Le 25 juin 1795, la flotte britannique transportant les troupes émigrées de Joseph de Puisaye arrive dans la baie de Carnac,. Puisaye souhaite un débarquement immédiat, mais son second, Louis d'Hervilly, s'y oppose et exige des reconnaissance préalables,. L'amiral britannique John Warren acquiesce.
Deux officiers royalistes, Vincent de Tinténiac et Paul du Bois-Berthelot, sont cependant débarqués dès le 23 ou le 24 juin par la frégate HMS Galatea (en) et rejoignent des milliers de paysans insurgés menés par Georges Cadoudal, Pierre Mercier et Jean Jan,,,. Le 26, Tinténiac regagne le HMS Pomone, le vaisseau amiral de la flotte,,. « En grand uniforme de chouan, sale et déguenillé à faire horreur », selon les souvenirs du major général Érasme de Contades : « Son arrivée leva toutes les difficultés. Il nous dit qu'on nous attendait, que huit cents hommes protégeraient notre descente, et qu'en huit jours nous serions joints par vingt mille hommes. La descente fut décidée pour le lendemain 27 juin, et il repartit dans son canot pour rassembler ses chouans »,,.
Ces derniers engagent alors plusieurs petits combats contre des postes républicains. Selon les mémoires de Joseph de Puisaye, le 27 juin, à six heures du matin, une troupe menée par d'Allègre de Saint-Tronc surprend notamment les garnisons de Landévant et d'Auray au moment de leur jonction et les met en fuite après leur avoir tué quelques hommes et fait 20 prisonniers.
Pendant ce temps, le débarquement des troupes émigrées débute à la pointe du jour,. Selon Puisaye, la garnison de Carnac, forte de 200 hommes se déploie sur le rivage, mais elle recule à l'approche de six chaloupes canonnières anglaises. Le régiment Loyal-Émigrant met pied à terre le premier, au village de Le Genès, en face de Carnac, suivi par le Royal-Louis, le Marine et le Du Dresnay.

## Déroulement
Pendant le débarquement, Vincent de Tinténiac et Jean Rohu, à la tête de 700 chouans,, se portent sur Carnac,,. Selon Rohu, Tinténiac divise sa troupe en deux : l'une se marche sur le bourg de Carnac et l'autre se porte avec lui sur le tumulus Saint-Michel, qui domine la plage,. Celui-ci est alors défendu par 200 à 400 hommes, commandés par le chef de brigade Romand. Rohu écrit dans ses mémoires, que ses marins « sans hésitation aucune » montent alors « la butte sous le feu de l'ennemi », seulement « devancés que par le général qui y courait de toutes ses forces »,. Lorsque les chouans arrivent au sommet, les républicains battent en retraite sur le versant opposé, en direction du bourg de Carnac,. Le drapeau tricolore est baissé, tandis que Tinténiac défait ses habits, « tire sa chemise, l'attache à la drisse du pavillon, et improvise ainsi le drapeau blanc »,,,,.
Les républicains abandonnent alors Carnac et se replient sur Plouharnel selon Rohu, et Landévant selon Puisaye. Le chef de brigade Romand se replie sur Auray, où il arrive à midi, puis il gagne Hennebont avec ses tirailleurs et sa compagnie mobile.

## Pertes
Selon Louis Georges de Cadoudal, neveu de Georges Cadoudal, les républicains perdent 200 hommes, tués ou blessés, sur un effectif de 900,. Dans ses mémoires Joseph de Puisaye donne cependant un bilan plus mesuré en faisant état de 12 ou 15 tués du côté des « troupes conventionnelles » et d'un même nombre de prisonniers. Dans ses mémoires, Jean Rohu fait mention de 12 soldats républicains faits prisonniers dans le village de Pau. Érasme de Contades évoque quant à lui quelques hommes tués et une demi-douzaine de prisonniers,. Selon Puisaye, les prisonniers républicains sont incorporés au régiment Royal-Louis.